# 布羅克韋 (加利福尼亞州)
布洛克韋（英語：Brockway）是位於美國加利福尼亞州普萊瑟縣的一個非建制地區。該地的面積和人口皆未知。

## 地理
布洛克韋的座標為39°13′36″N 120°00′44″W / 39.22667°N 120.01222°W，而該地的平均海拔高度為1910米（即6266英尺）。